# Elio Capradossi
Elio Capradossi (ur. 11 marca 1996 w Kampali) – włoski piłkarz ugandyjskiego pochodzenia występujący na pozycji obrońcy we włoskim klubie AS Roma oraz w reprezentacji Włoch. Wychowanek Lodigiani, w swojej karierze grał także w Bari.